# آمریکا و حمله روسیه به اوکراین
ایالات متحده از اوکراین در جریان تهاجم روسیه به اوکراین حمایت کرده است. پس از آغاز آن در ۲۴ فوریه ۲۰۲۲، دولت بایدن تهاجم را محکوم کرد، کمک‌های نظامی، مالی و بشردوستانه به اوکراین ارائه کرد و تحریم‌هایی را علیه روسیه و بلاروس اعمال نمود. ایالات متحده بیش از نیمی از کل کمک‌های نظامی به اوکراین را ارائه کرده است و ۱۷۵ میلیارد دلار را برای کمک به این کشور کنار گذاشته است.
دولت بایدن همچنین محدودیت‌هایی را برای عرضه و استفاده از برخی تسلیحات آمریکایی اعمال کرد. دولت آمریکا برای بیش از دو سال، اوکراین را از شلیک تسلیحات آمریکایی مانند سامانه موشکی تاکتیکی ارتش (ATACMS) به سمت اهداف نظامی در داخل روسیه منع کرد. از ژوئن ۲۰۲۴، این کشور به اوکراین اجازه داد تا با تسلیحات آمریکایی به داخل روسیه حمله کند، اما فقط در نزدیکی مرز برای دفاع از خود این اقدام را مجاز اعلام نمود.

## دولت ترامپ (۲۰۲۵–اکنون)
در جریان انتخابات ریاست جمهوری ایالات متحده در سال ۲۰۲۴، ژنرال بازنشسته کیت کلوگ و فردریک اچ فلیتز، نامزد ریاست جمهوری آمریکا، طرح مفصلی را برای پایان دادن به جنگ روسیه در اوکراین ارائه کردند. این طرح پیشنهاد می‌کرد که در خط مقدم کنونی آتش‌بس برقرار شود و روسیه و اوکراین هر دو، مجبور به مذاکرات صلح بشوند و در صورت موافقت اوکراین با آتش‌بس و گفتگوهای صلح، به ارسال تسلیحات به اوکراین ادامه داده شود. اگر روسیه با آتش‌بس و مذاکرات صلح موافقت نمی‌کرد، ایالات متحده ارسال تسلیحات به اوکراین را افزایش می‌داد. بر اساس این طرح، اوکراین برنامه‌های خود برای عضویت در ناتو را برای مدت طولانی به تعویق بیاندازد و سرزمین‌هایی که در حال حاضر تحت اشغال روسیه هستند، تحت کنترل عملی روسیه باقی خواهند بماند. ترامپ نیز از مذاکرات صلح بین روسیه و اوکراین حمایت کرد.
در ۲۰ ژانویه، دونالد ترامپ رئیس‌جمهور ایالات متحده شد. دو روز بعد، ترامپ هشدار داد که اگر ولادیمیر پوتین برای پایان دادن به جنگ علیه اوکراین «معامله» نکند، تعرفه‌های بالا و تحریم‌های بیشتری را علیه روسیه وضع خواهد کرد. ترامپ متعهد شده بود که جنگ را «در عرض ۲۴ ساعت» و حتی قبل از شروع به کار پایان دهد، اما موفق به انجام این کار نشد. ترامپ گفت که او «به دنبال صدمه زدن به روسیه» نیست و «همیشه روابط بسیار خوبی با رئیس‌جمهور پوتین داشته است» و از او تحسین کرد. پوتین در پاسخ به اظهارات ترامپ پاسخ داد که آماده مذاکره با ترامپ است.
در ۱۷ فوریه ۲۰۲۵ گزارش شد که دولت ترامپ از آمریکا خواسته است تا نیمی از منابع معدنی و نفت اوکراین را به عنوان هزینه برای حمایت ایالات متحده در اختیار بگیرد. اوکراینی‌ها این توافق را امضا نکردند. اگرچه زلنسکی به ایالات متحده پیشنهاد داده بود که در منابع اوکراین برای ادامه حمایت خود سهمی داشته باشد، اما ظاهراً او این پیشنهاد را رد کرد زیرا تضمین‌های امنیتی مورد نظر اوکراینی‌ها تأمین نمی‌شد. همچنین زلنسکی در مصاحبه ای گفته بود که: «من نمی‌توانم کشورمان را بفروشم.»